# 王将 (戯曲)
『王将』（おうしょう）は、北條秀司作の戯曲。三部構成となっている。新国劇のために書き下ろされた。大阪在住の将棋棋士・坂田三吉の生涯を描く。
新国劇版の主演はいずれも辰巳柳太郎。『王将』の企画はそもそも、辰巳柳太郎が主演の前提で、辰巳から北條にもちこまれたものだった。北條秀司は演出も担当していた。また、三部まとめて上演された際は「王将 一代」と題されていた。
舞台では他に緒形拳、植木等、笑福亭鶴瓶、板尾創路、笠原章、福田転球らが坂田を演じている。辰巳柳太郎版の『王将』で、少女時代の戸川純が坂田の娘役を演じたこともある。
映画化もたびたびされ、1948年阪東妻三郎主演、1955年には辰巳柳太郎、1962年／1963年には三國連太郎、1973年に勝新太郎で映画化された。テレビドラマでは、森繁久弥、間寛平らが坂田を演じている。
文楽で人形芝居になったこともある。

## 第一部
- 1947年6月4日、有楽座にて初演。
- 雑誌「日本演劇」1947年8月号に掲載された[5]。
- 時代は明治39年から大正10年
- 坂田三吉の、関根金次郎との初対戦から、関根の名人襲位（1921年（大正10年））、同年の坂田の妻・小春の死までを描く。
- 主要登場人物
  - 坂田三吉、小春（妻）、玉江（長女）、義夫（長男）、新吉（友達）、菊岡博士（眼科医）、金杉子爵、宮田（後援者）、関根名人

## 第二部
- 表題は「続王将」
- 1950年1月大阪歌舞伎座にて初演された。
- 時代は大正13年から昭和11年
- 坂田三吉の、関西名人襲位（史実では1925年（大正14年））から、木村義雄、花田長太郎との対決（史実では昭和12年（1937年））までを描く。
- 主要登場人物
  - 坂田三吉、まさ（後妻）、玉江（長女）、君子（次女）、松島（弟子）、森川（弟子）、宮田（後援者）、岡野（後援者）、白川（後援者）、金杉子爵（後援会長）、菊岡博士（眼科医）

## 第三部
- 表題は「王将 終篇」
- 1950年12月京都南座にて初演された[6]。
- 時代は昭和13年から昭和21年
- 第二期名人戦リーグの最中で、関が原周辺の鉄道事故のため、東海道本線がとまっている大垣駅から話がはじまり、三吉の死去までを描く。
- 坂田の実人生とは異なる内容となっている（「第三部はほぼ私の創作である」[7]）。
- 1951年、『王将・終編』『霧の音』で北條秀司は毎日演劇賞を受賞した[8]。
- 主要登場人物
  - 坂田三吉、玉江（長女）、君子（次女）、将一（孫）、宮田（後援者）、森川（弟子）、木村名人、菊岡博士（眼科医）

## 書籍
- 『王将 全編』　宝文館、1952年
- 『王将』　春陽文庫、1953年
- 『王将』　角川文庫　1955年

## 映画化
5回映画化されている。
- 王将 - 1948年、大映製作、伊藤大輔監督、阪東妻三郎主演。
- 王将一代 - 1955年、新東宝製作、伊藤大輔監督、辰巳柳太郎主演。
- 王将 - 1962年、東映製作、伊藤大輔監督、三國連太郎主演。
- 続・王将 - 1963年、東映製作、佐藤純弥監督、三國連太郎主演。
- 王将 - 1973年、東宝製作、堀川弘通監督、勝新太郎主演。

## テレビドラマ
- 王将 - NTV 1956/09/04 ～ 1956/11/24、演出：秋田英雄、脚本：鈴木健二、出演：野上千鶴子、田武謙三、石黒達也、深見泰三、河村久子、北原文枝
- 王将 - NET 1960/04/21 脚本：北条秀司、出演：山田五十鈴、三國一朗、若宮忠三郎（若宮大祐）、浅野進治郎、中川秀夫、平三千代、梅野公子、金田竜之介
- 王将 - NHK 1961/09/10 演出：井上博、脚本：北条秀司、出演：森繁久弥、森光子、高森和子、河津清三郎
- 王将 - KTV 1980/01/06 ～ 1980/01/13 演出：山本隆則、企画：澤田隆治、プロデューサ：澤田隆治、村上健治(KTV)、脚本：山本隆則、主題歌（テーマ音楽）：深町純、出演：森繁久彌、曾我廼家鶴蝶（曽我廼家明蝶）、赤木春恵
- 新王将 - NHK 1992/05/16 演出：大森青児、監修・内藤國雄、原作：献・北條秀司・作「王将」、織田作之助・作「聴雨」、中村浩・作「棋神」、脚本：市川森一、出演：間寛平、竹下景子、那須佐代子、三浦友和、石橋保、東千代之介